# Вакциниум сетчатый
Вакциниум сетчатый (лат. Vaccinium reticulatum; гавайское название — охело (гав. ʻŌhelo) — вид листопадных кустарников из рода Вакциниум семейства Вересковые (Ericaceae).

## Распространение
Вакциниум сетчатый является эндемиком Гавайских островов. Как правило, встречается в высокогорных районах на высоте в 640—3700 м, в районе альпийских и субальпийских кустарниковых местностей. Реже встречаются на лугах, во влажных лесах или болотах. Широко распространён на островах Мауи и Гавайи. Иногда встречается на острова Кауаи, Оаху и Молокаи, где произрастает в районе лавовых потоков и пепельных дюн.

## Биологическое описание
Вакциниум сетчатый — небольшой кустарник высотой в 0,1—1,3 м (изредка достигает 2 м).
Листья вечнозелёные, устроенные по спирали, жёсткие, овальные или обратнояйцевидные (изредка эллиптические), длиной от 1 до 3 см; молодые листья — красные, затем приобретают зелёный цвет или зелёный с красноватыми участками. Поверхность листа варьирует от гладкой и блестящей до ворсистой и пушистой. Края листа либо ровные, либо зазубренные; иногда они заворачиваются.
Жёсткие, вертикальные стебли растут из корневищ, которые начинают развиваться, когда растение достигает трёхлетнего возраста. Цветки колоколообразные, длиной от 8 до 12 мм, различного цвета (от красного до жёлтого и розового). Количество лепестков — пять, тычинок — десять. Растение цветёт круглый год, однако наиболее интенсивно с апреля по сентябрь. Цветение вакциниума сетчатого, выросшего из семени, начинается на пятый год.
Плоды — съедобные ягоды диаметром в 8—14 мм, содержащие мелкие коричневые семена (от 70 до 100). Цвет варьирует от синего до фиолетового, красного, оранжевого или жёлтого. Цвет не всегда служит индикатором спелости плода. Плодам, как правило, требуется от 50 до 60 дней до полной спелости. По вкусу ягоды напоминают клюкву; менее спелые плоды имеют кислый вкус, в то время как спелые — сладкий. Как и для других видов вакциниума, для вакциниума сетчатого характерна эндозоохория — такое распространение семян, при котором животные (в случае данного вида — птицы) поедают плоды целиком, а находящиеся внутри них семена, проходя через пищеварительный тракт, оказываются снаружи вместе с экскрементами. Вакциниум сетчатый составляет основу рациона гавайской казарки.

## Использование
Вакциниум сетчатый широко используется местными жителями для изготовления варений и желейных конфет. Древние гавайцы ассоциировали растение с богиней огня Пеле.